# Guglielmo di Alnwick
Guglielmo di Alnwick (in inglese William of Alnwick, latinizzato in Guillelmus Alaunovicanus e italianizzato anche in Guglielmo Alveniacci; 1275 circa – Avignone, marzo 1333) è stato un vescovo cattolico, francescano e teologo inglese, vescovo di Giovinazzo dal 1329-1330 al 1333.
Prese il suo nome dalla città di Alnwick.

## Biografia
Si conosce poco della sua vita giovanile. Nel 1303 era dottore in teologia a Parigi, riconosciuto fra i pochi maestri stranieri che sedevano accanto a Filippo IV, re di Francia, nella sua disputa contro papa Bonifacio VIII. Alnwick insegnò anche in altri centri europei di educazione come Montpellier, Bologna e Napoli. Nel secondo decennio del XIV secolo tornò in Inghilterra, dove risulta ufficialmente registrato come quarantaduesimo maestro reggente francescano all'università di Oxford, quando Henry Harclay era rettore dell'università.
Le note a margine di un manoscritto di Alnwick mostrano che egli prese parte al dibattito esistente allora in Europa e che vide come partecipanti Tommaso d'Aquino, Bonaventura, Enrico di Gand, Pietro Aureolo, Giacomo da Ascoli, Goffredo di Fontaines, Enrico Harclay e Tommaso Wilton. Fu segretario e principale collaboratore di Duns Scoto, e fu costui a salvarlo dall'oscurantismo.
Lavorò con Scotus alla produzione del suo Commentario sulle Sentenze (Ordinatio), prese uno dei suoi Collationes e scrisse la lunga aggiunta (Additiones magnae), concepita per colmare il vuoto nella Ordinatio. Nonostante Alnwick basasse la sua filosofia e teologia sui punti di partenza fondamentali dell'insegnamento di Scout, si allontanò dal suo collega nelle conclusioni.
Alnwick partecipò al capitolo generale dei Francescani tenuto a Perugia nel 1322, dove egli si unì ai teologi che stesero e firmarono il decreto De paupertate Christi, attaccando la posizione della Chiesa sulla povertà, com'era stata promulgata da papa Giovanni XXII. Nell'ultima sezione delle sue Determinationes egli fa notare che Cristo e i suoi apostoli non possedevano nulla, né di persona né in comune. Questa opposizione alla posizione papale indusse papa Giovanni XXII a procedere contro Alnwick, il quale fuggì a Napoli, dove trovò protezione sotto re Roberto d'Angiò. Nel 1330, Roberto lo nominò vescovo di Giovinazzo.
Morì ad Avignone nel marzo 1333.